# 8度海逸酒店

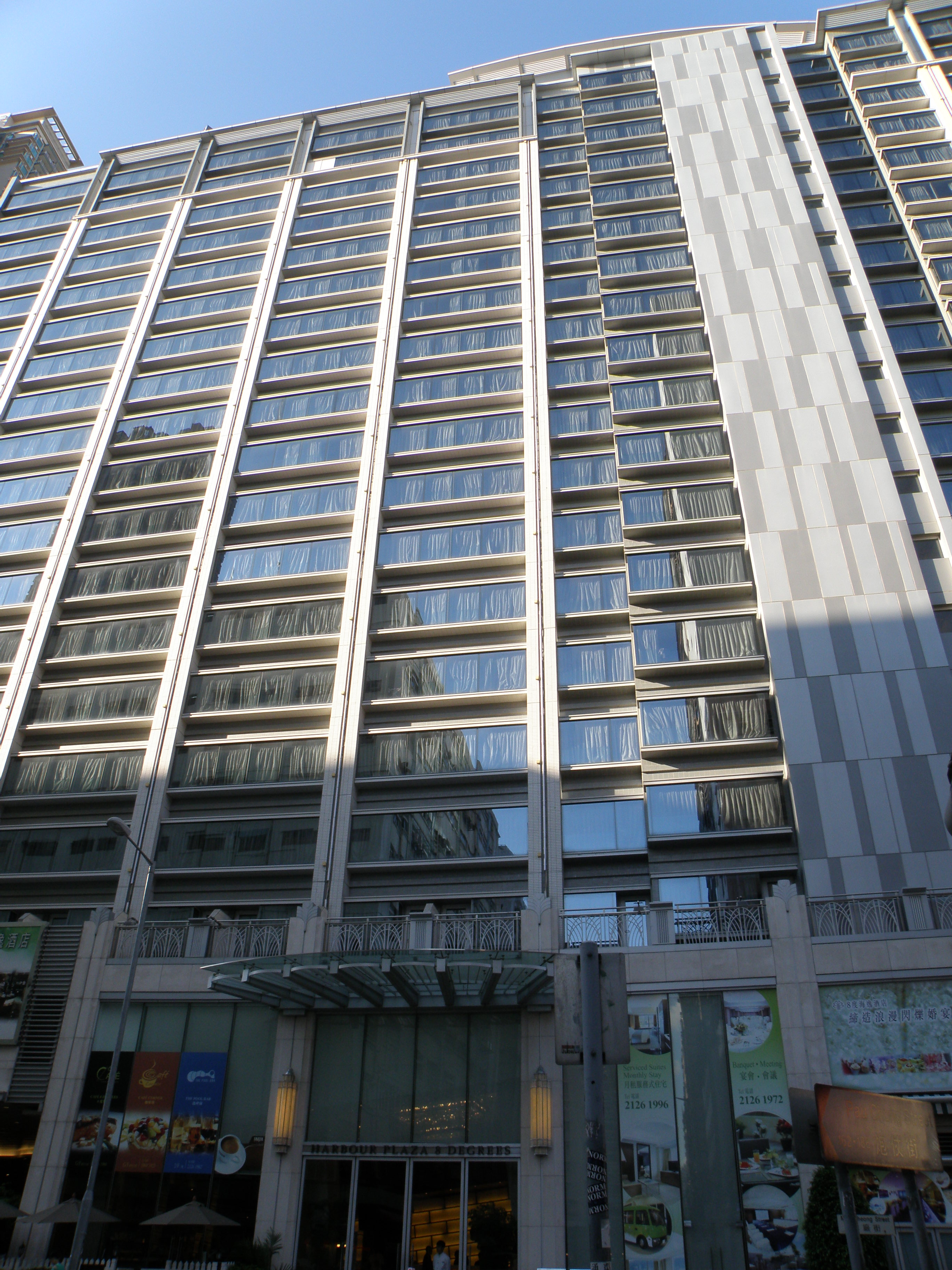
8度海逸酒店正門入口

8度海逸酒店（英語：Harbour Plaza 8 Degrees）為海逸國際酒店集團旗下的酒店，位於香港九龍馬頭涌傲雲峰基座，原為傲雲峰工地，其後長江實業向新世界發展購買這地，並將該地發展為一間四星級酒店。
2009年，海逸酒店集團出資向新世界發展收購酒店發展項目的100%權益。酒店部份現由長江實業旗下海逸酒店集團全資擁有。
酒店裝修特色是其傾斜的視覺效果，無論大堂前台、走廊大門以至垃圾桶和水杯都是斜斜的。

## 事件
2018年中，酒店部分高層房間的窗戶遭受破壞，職員在酒店天台發現气枪子彈。